# Orazio Benevoli
Orazio Benevoli, född den 19 april 1605 i Rom, död där den 17 juni 1672, var en italiensk tonsättare.
Benevoli blev 1646 kapellmästare vid Peterskyrkan i sin hemstad. En mästare i den mångköriga satsen, hörde Benevoli till de främsta kyrkokompositörerna i den senare hälften av 1600-talet och skrev mässor, psalmer, offertorier och motetter för ända till 48 stämmor.